# The Bends
The Bends — другий студійний альбом англійського рок-гурту Radiohead, що вийшов 13 березня 1995 року на лейблі Parlophone. Продюсером альбому виступив Джон Лекі, а додатковими продюсерами стали Radiohead, Найджел Ґодріч і Джим Воррен. The Bends поєднує гітарні пісні та балади, з стриманішими аранжуваннями та загадковими текстами, ніж дебютний альбом Radiohead, Pablo Honey (1993).
Робота почалася в лондонській студії RAK у лютому 1994 року. Напруженість була високою, з тиском з боку Parlophone, який вимагав відповідати продажам дебютного синглу Radiohead «Creep», та прогрес був повільним. Після міжнародного турне у травні та червні Radiohead відновили роботу на Abbey Road Studios у Лондоні та в The Manor Studio в Оксфордширі. The Bends став першою співпрацею Radiohead з Ґодрічем і художником обкладинки Стенлі Донвудом, які відтоді працювали з Radiohead над кожним альбомом.
Вийшло кілька синглів, підкріплених музичними відеокліпами: «My Iron Lung», подвійний сингл «Planet Telex / High and Dry», «Fake Plastic Trees», «Just» і перший сингл Radiohead, що потрапив до першої п'ятірки UK Singles Chart, «Street Spirit (Fade Out)». «The Bends» також вийшла як сингл в Ірландії. Концертне відео Live at the Astoria вийшло на VHS. Radiohead багато гастролювали на підтримку The Bends, включаючи американські тури на підтримку R.E.M. та Аланіс Моріссетт.
Хоча The Bends посів четверте місце в UK Albums Chart, він не зміг розвинути успіх «Creep» за межами Великої Британії, досягнувши 88 місця в американському Billboard 200. Відтоді альбом став платиновим у США і чотириразово платиновим у Великій Британії. Він отримав більше визнання, ніж Pablo Honey, включаючи номінацію на найкращий британський альбом на Brit Awards 1996 року, і підійняв Radiohead з хітів-чудес до рівня одного з найвідоміших британських гуртів. Його часто називають одним з найкращих альбомів усіх часів, він увійшов до третього видання «1000 найкращих альбомів усіх часів» Коліна Ларкіна та до всіх трьох видань списку «500 найкращих альбомів усіх часів» журналу Rolling Stone. Вважається, що The Bends вплинув на ціле покоління пост-бритпоп гуртів, таких як Coldplay, Muse та Travis.

## Передісторія
Radiohead випустили свій дебютний альбом Pablo Honey у 1993 році. До початку їхнього першого туру по США на початку року дебютний сингл «Creep» став хітом. Гурт відчував тиск успіху та зростаючих очікувань. Після туру вокаліст Том Йорк захворів, і Radiohead скасували виступ на фестивалі в Редінгу. Він розповів NME: «Фізично я в повній дупі, а морально з мене досить». За деякими даними, звукозаписна компанія Radiohead, EMI, дала їм шість місяців на те, щоб «розібратися» або розірвати контракт. Кіт Возенкрофт, директор EMI з питань звукозапису, заперечував це, кажучи «Експериментальну рок-музику грали, і вона мала комерційний потенціал. Люди висловлюють різні параної, але для лейблу [Radiohead] розвивалися блискуче, починаючи з Pablo Honey».
Після того, як Radiohead закінчили запис Pablo Honey, Йорк зіграв співпродюсеру Полу Колдері демозапис нового матеріалу з робочою назвою The Benz. Колдері був шокований, коли виявив, що пісні були «кращі за все, що було на Pablo Honey», як пізніше сказав гітарист Ед О'Браєн: «Після всіх цих гастролей з Pablo Honey … пісні, які писав Том, були набагато кращими. За півтора року, раптом, бац!» Колдері вважав, що гастролі Radiohead з Pablo Honey «перетворили їх на згуртований гурт».
Для свого наступного альбому Radiohead обрали продюсера Джона Лекі, який продюсував записи гуртів, якими вони захоплювалися, в тому числі і Magazine. Барабанщик Філ Селвей сказав, що Radiohead були заспокоєні тим, наскільки розслабленим і відкритим був Лекі під час їхньої першої зустрічі. За словами О'Браєна, успіх «Creep» означав, що Radiohead не були в боргу перед EMI і тому мали більше свободи в роботі над наступним альбомом. EMI попросила Radiohead випустити продовження «Creep» для американського ринку; однак, за словами Лекі, Radiohead відхрестилися від «Creep» і не «думали про створення хітових синглів».
Запис було відкладено, щоб Лекі міг попрацювати над альбомом Carnival of Light іншого оксфордського гурту Ride. У січні 1994 року Radiohead використали додатковий час для репетицій у занедбаному сараї на фруктовій фермі в Оксфордширі. Йорк згадував: «У нас були всі ці пісні, і вони нам дуже подобалися, але ми знали їх майже занадто добре … тому нам довелося навчитися любити їх знову, перш ніж ми змогли їх записати, що дивно».

## Запис

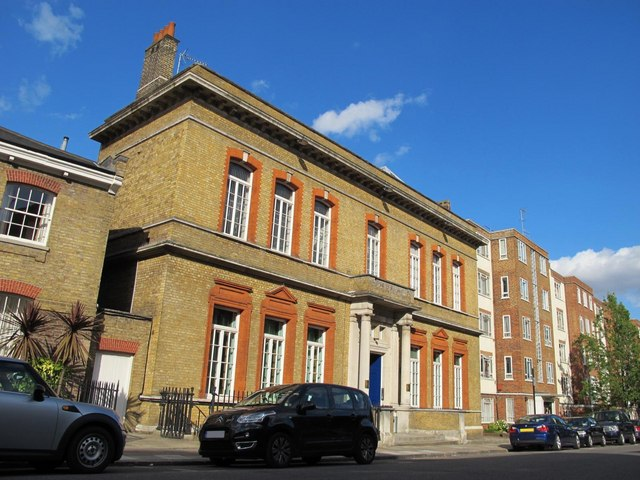
Radiohead провели кілька тижнів, записуючись у лондонській RAK Studios.

EMI дала Radiohead дев'ять тижнів на запис альбому, плануючи випустити його у жовтні 1994 року. Робота почалася на студії RAK у Лондоні в лютому 1994. Йорк приходив до студії рано і працював наодинці за фортепіано; за словами Лекі, «нові пісні лилися з нього». Гурт похвалив Лекі за демістифікацію студійного середовища. Гітарист Джонні Ґрінвуд казав: «Він не ставився до нас так, ніби володів якимось чаклунством, зрозумілим лише йому. У цьому немає ніякої таємниці, і це так освіжає». На цих сесіях відбулася перша співпраця Radiohead з їхнім майбутнім продюсером Найджелом Ґодрічем, який був інженером сесій RAK. Коли Лекі покинув студію, щоб відвідати світський захід, Ґодріч і гурт залишилися, щоб записати бі-сайди. Одна пісня, спродюсована Ґодрічем, «Black Star», увійшла до альбому.
Якщо Pablo Honey написав переважно Йорк, то The Bends став результатом тіснішої співпраці. Раніше всі три гітаристи часто грали однакові партії, створюючи «щільну, розмиту стіну». У The Bends їхні ролі були розподілені більш чітко: Йорк зазвичай грав ритм, Ґрінвуд вів партію, а Ед О'Браєн створював ефекти. «(Nice Dream)» починалася як проста чотириакордова пісня Йорка, але була розширена додатковими партіями О'Браєна і Ґрінвуда. Значну частину «Just» написав Ґрінвуд, який, за словами Йорка, «намагався вписати в пісню якомога більше акордів». Гурт також створював стриманіші аранжування; за словами О'Браєна, «Ми дуже добре усвідомлювали щось на The Bends, чого не усвідомлювали на Pablo Honey… Якщо це звучало дійсно чудово, коли Том грав на акустиці з Філом і [Коліном], то який сенс було намагатися додати щось більше?»
«Planet Telex» почалася з барабанної петлі, взятої з іншої пісні, бі-сайду «Killer Cars», і була написана і записана за один вечір в RAK. Незадоволені версіями «My Iron Lung», записаними в RAK, Radiohead використали для альбому живий виступ в лондонській Асторії, замінивши вокал Йорка і прибравши глядачів. Radiohead зробили кілька спроб записати «Fake Plastic Trees». О'Браєн порівняв одну з версій з піснею Guns N' Roses «November Rain», сказавши, що вона була «помпезною і пихатою … просто найгіршою». Зрештою, Лекі записав Йорка, який грав «Fake Plastic Trees» наодинці, і решта гурту використала її для створення фінальної пісні. «High and Dry» передувала сесіям The Bends; її записав у 1993 році в Courtyard Studios звукорежисер Radiohead Джим Воррен. Пізніше Йорк сказав, що це була «дуже погана» пісня, яку EMI змусила його випустити.
«The Bends», «(Nice Dream)» і «Just» були визначені як потенційні сингли і стали центром уваги на ранніх сесіях, що створювало напругу. Лекі згадував: «Ми повинні були приділити їм абсолютну увагу, зробити їх приголомшливими, миттєвими хітами, номер один в Америці. Всі рвали на собі волосся, кажучи: „Це недостатньо добре!“. Ми занадто сильно старалися.» Йорк, зокрема, боровся з тиском, а співменеджер Radiohead Кріс Хаффорд розглядав можливість звільнення, посилаючись на «недовіру Йорка до всіх». Джонні Ґрінвуд провів кілька днів, тестуючи нове гітарне обладнання, шукаючи особливе звучання, перш ніж повернутися до свого Telecaster. Басист, Колін Ґрінвуд, описав цей період як «вісім тижнів пекла і тортур.» За словами Йорка, «у нас були дні болісного самоаналізу, повного, бляха, розпаду протягом двох довбаних місяців».
Після того, як жовтневий дедлайн було пропущено, запис призупинився у травні та червні, поки Radiohead гастролювали Європою, Японією та Австралазією. Робота відновилася на два тижні у липні в студії Manor в Оксфордширі, де Radiohead завершили роботу над піснями «Bones», «Sulk» та «The Bends». За цим послідували тури Великобританією, Таїландом та Мексикою, під час яких учасники гурту серйозно посварилися. Йорк розповідав: «Роки напруженості та мовчання одне одному, і переважно все те, що накопичилося з моменту нашої зустрічі, все вийшло в один день. Ми плювалися, билися, плакали і говорили все те, про що не хочеться говорити. Це повністю змінилося, ми повернулися і записали альбом, і все набуло сенсу.». Тур дав Radiohead нове відчуття мети, а їхні стосунки покращилися. Хаффорд заохочував їх робити альбом, який вони хотіли, замість того, щоб турбуватися про «продукт та юніти».
Запис завершився у листопаді 1994 року на студії Abbey Road у Лондоні. Селвей сказав, що альбом був записаний приблизно за чотири місяці. Лекі зводив деякі треки The Bends на Abbey Road. З наближенням дедлайнів EMI занепокоїлася, що він затягує роботу. Без його відома вони відправили треки Шону Слейду та Полу Колдері, який продюсував Pablo Honey, для зведення замість нього. Лекі не сподобався їхній мікс, вважаючи його «зухвалим», але пізніше сказав: «Я пережив тоді невелику травму, але, можливо, вони вибрали найкраще.» Лише три мікси Лекі були використані на альбомі.

## Музика
The Bends описують як альтернативний рок, бритпоп та інді-рок. Як і Pablo Honey, вони виконують гітарні рок-пісні, але їхні треки «більш космічні та дивні», за словами Білла Ріда з The Gazette. Музика еклектичніша, ніж у Pablo Honey; Колін Ґрінвуд сказав, що гурт хотів відрізнити себе від Pablo Honey і що The Bends краще представляє їхній стиль. Назва альбому, термін для позначення декомпресійної хвороби, відсилає до стрімкого злету популярності Radiohead з піснею «Creep». Йорк сказав: «Ми просто злетіли занадто швидко».
За словами Колдері, «The Bends не був ані англійським, ані американським альбомом. Це альбом, створений у порожнечі між гастролями та подорожами. У ньому дійсно було відчуття: „Ми ніде не живемо і ніде не належимо“.» Рід описав альбом як «інтригуюче тривожний» і «біполярний». Він порівняв The Bends з пізньою музикою Бітлз, описав «My Iron Lung» як хардрок і відзначив приглушеніші звуки на «Bullet Proof..I Wish I Was» і «High and Dry», що демонструють «більш просту і медитативну сторону Radiohead».
Rolling Stone описав The Bends як «суміш звукових гітарних гімнів і вражаючих балад», з текстами, що викликають «пейзаж з привидами» хвороби, споживацтва, ревнощів і туги. Кілька пісень викликають «відчуття дезінтегрованого або роз'єднаного суб'єкта». Журналіст Мак Рендалл описав тексти пісень як «справжній компендіум хвороб, відрази і депресії», які, тим не менш, стають підбадьорливими в контексті «привабливого» і «потужного» аранжування. «Fake Plastic Trees» був натхненний комерційною забудовою Кенері-Ворф та виступом Джефа Баклі, який надихнув Йорка на використання фальцету. Йорк нарікав на вплив консюмеризму на сучасні стосунки. Саша Фрер-Джонс порівняв її мелодію з «другою темою струнного квартету Шуберта». У пісні «Just» Джонні Ґрінвуд грає октатонічні гами, що простягаються на чотири октави. Незграбний гітарний риф з'явився під впливом гри Джона МакГіча у пісні «Shot By Both Sides» гурту Magazine 1978 року.
«Sulk» написали як відповідь на масове вбивство в Гангерфорді. Спочатку пісня закінчувалася словами «just shoot your gun» («просто стріляй з пістолета»). Йорк викреслив його після самогубства фронтмена гурту Nirvana Курта Кобейна у 1994 році, оскільки не хотів, щоб слухачі повірили, що це алюзія на Кобейна. «Street Spirit (Fade Out)» була натхненна R.E.M. і романом Бена Окрі «The Famished Road» 1991 року; у тексті пісні детально описується втеча від гнітючої реальності. Журналіст Роб Шеффілд описав «Street Spirit», «Planet Telex» і «High and Dry» як «біг-бендовий антиутопічний епос».

## Художнє оформлення
The Bends був першим альбомом Radiohead з обкладинкою Стенлі Донвуда. Донвуд познайомився з Йорком, коли вони були студентами Університету Ексетера, і раніше створив обкладинку для міні-альбому My Iron Lung; відтоді Донвуд створив усі обкладинки Radiohead. Для The Bends Йорк і Донвуд взяли напрокат касетну камеру і знімали об'єкти, включаючи дорожні знаки, упаковки і вуличні ліхтарі. Вони пішли до лікарні, щоб зняти залізні легені, але, за словами Донвуда, виявили, що на них «не дуже цікаво дивитися». Натомість вони зняли манекен для серцево-легеневої реанімації, який, за словами Донвуда, мав «вираз обличчя, як у андроїда, який вперше відчув екстаз і агонію одночасно». Для створення обкладинки вони вивели відзнятий матеріал на телевізор і сфотографували екран.

## Реліз
The Bends вийшов у Японії 8 березня 1995 року на лейблі EMI, а у Великій Британії 13 березня на лейблі Parlophone Records. Він провів 16 тижнів у UK Albums Chart, досягнувши четвертого місця. У той же день, що і британський реліз, виступ Radiohead у лондонській Асторії у травні 1994 року вийшов на VHS під назвою Live at the Astoria, включно з кількома піснями з альбому The Bends.
У США The Bends вийшов 4 квітня на лейблі північноамериканської дочірньї компанії EMI, Capitol Records. За словами журналіста Тіма Футмана, Capitol майже відмовився випускати альбом, відчуваючи, що йому бракує хітових синглів. The Bends дебютував у нижній частині американського хіт-параду Billboard 200 на тижні 13 травня і досягнув 147 місця на тижні 24 червня. Альбом знову потрапив до чарту на тижні 17 лютого 1996 року, і досягнув 88 місця 20 квітня, тобто майже рівно за рік після релізу. 4 квітня він отримав золоту сертифікацію у США за продаж півмільйона копій. Хоча The Bends залишається найнижчим по продажам альбомом Radiohead у США, він був сертифікований платиновим у січні 1999 року за продаж одного мільйона копій.
Інтерес з боку впливових музикантів, таких як вокаліст R.E.M. Майкл Стайп, у поєднанні з кількома оригінальними відеокліпами, допоміг підтримати популярність Radiohead за межами Великої Британії. Селвей вважав, що відеокліпи допомогли The Bends «поступово просочитися у свідомість людей». Пісню «Fake Plastic Trees» використано у фільмі 1995 року Clueless і вона вважається такою, що познайомила більшу американську аудиторію з Radiohead. За словами ведучого MTV Метта Пінфілда, звукозаписні компанії запитували, чому MTV продовжує просувати The Bends, коли він продається менше, ніж їхні альбоми; його відповідь була такою: «Тому що він чудовий!» Йорк віддячив Пінфілду, подарувавши йому золоту платівку The Bends.
До кінця 1996 року The Bends було продано близько двох мільйонів копій в усьому світі. У Великій Британії альбом отримав платиновий статус у лютому 1996 року за продажі понад 300 000 примірників. У липні 2013 року він був сертифікований чотириразово платиновим.

### Сингли
У вересні 1994 року EMI випустили міні-альбом My Iron Lung, до якого увійшли «My Iron Lung» і додаткові треки з The Bends. «My Iron Lung» також вийшла як сингл. Віце-президент EMI Перрі Уоттс-Рассел сказав, що EMI не прагнув до радіо ротацій, оскільки він «був призначений лише для фанатів», а не для того, щоб стати «повноцінним першим синглом» для The Bends.
За словами Хаффорда, американська аудиторія була розчарована відсутністю пісні у стилі «Creep» на The Bends. У відповідь Capitol обрала «Fake Plastic Trees» першим американським синглом, який ще більше віддалив Radiohead від «Creep». Він не потрапив до американського хіт-параду Billboard Hot 100, але досяг 20 місця у UK Singles Chart. «Just», вийшов у Великій Британії 21 серпня, досягнув 19 місця. У США вона не вийшла як сингл, але її відеокліп, знятий режисером Джеймі Трейвзом, привернув там увагу. Наступний американський сингл, подвійний A-side «High and Dry» і «Planet Telex», досягнув 78 місця. «Street Spirit (Fade Out)», вийшов у січні 1996 року, досяг п'ятого місця в британському хіт-параді синглів, випередивши «Creep» і продемонструвавши, що Radiohead не були гуртом з одного хіта. «The Bends» вийшов як сингл в Ірландії і досяг 26 місця в Irish Singles Chart у серпні 1996 року.

### Тур
Radiohead багато гастролювали на підтримку The Bends, виступаючи в Північній Америці, Європі та Японії. Спочатку вони гастролювали на підтримку Soul Asylum, а потім R.E.M., одного з тих гуртів, які вплинули на їхнє формування і були однією з найбільших рок-груп світу на той час. Йорк розповідав: «Все, чого ми очікували, було повністю перевернуто з ніг на голову. Наприклад, ідея про те, що ти досягаєш певного рівня і втрачаєш його. Все було по-дружньому, і в цьому не було ніякої стервозності або дріб'язковості». Американський тур Radiohead включав виступ на KROQ Almost Acoustic Christmas в Universal Amphitheatre в Лос-Анджелесі, разом з Oasis, Аланіс Моріссетт, No Doubt і Porno for Pyros. Співробітник Capitol Кларк Стауб описав цей концерт як «ключову сходинку» для Radiohead у США.
У ніч перед виступом 1995 року в Денвері, штат Колорадо, було викрадено гастрольний фургон Radiohead, а разом з ним і їхнє музичне обладнання. Йорк і Джонні Ґрінвуд зіграли урізаний акустичний сет з орендованими інструментами, а кілька концертів було скасовано. 2015 року Ґрінвуду повернули викрадений Fender Telecaster Plus після того, як фанат упізнав у ньому гітару, яку вони придбали у Денвері в 1990-х роках.
У березні 1996 року Radiohead знову гастролювали по США і виступали на шоу The Tonight Show і 120 Minutes. У середині 1996 року вони виступали на європейських фестивалях, зокрема Pinkpop у Нідерландах, Tourhout Werchter у Бельгії та T in the Park у Шотландії. У серпні того ж року Radiohead гастролювали на розігріві у Моріссетт, виконувавши ранні версії кількох пісень зі свого наступного альбому, OK Computer.

## Реакція критиків
The Bends отримав визнання у Великій Британії. Критик The Guardian Керолайн Салліван писала, що Radiohead «перетворилися з непоказних гітарних бітерів на потенційних заповнювачів арени… Велич може з часом потьмяніти, як це сталося з U2, але минуло багато років відтоді, як великий, вибагливий рок не звучав так емоційно». Q описав The Bends як «потужний, побитий, велично відчайдушний запис страшенно хороших пісень», а Марк Сазерленд з NME написав, що "Radiohead явно вирішили зробити альбом настільки приголомшливим, що змусять людей забути власне ім'я, не кажучи вже про ["Creep"]", описавши його як «неперевершений, всеосяжний, континентальний рок-запис 90-х». Дейв Моррісон з Select написав, що він «захоплює і прояснює набагато ширший спектр настроїв, ніж Pablo Honey», і похвалив Radiohead як «одного з британських гуртів вищої ліги великого року». NME і Melody Maker включили The Bends до десятки найкращих альбомів року.
Критика сприйняла альбом у Сполучених Штатах неоднозначно. Чак Едді зі Spin вважав більшу частину альбому «заїждженим безглуздим бурмотінням, недостатньо конкретних емоцій», в той час як Кевін Маккі з Chicago Tribune назвав тексти Йорка «самозаглибленими», а музику — роздутою і претензійною. Роберт Крістгау в The Village Voice писав, що гітарні партії та вираження гніву були майстерними і природними, але їм бракувало глибини: «Слова досягають точно такої ж висоти естетичної необхідності, як і музика, яка взагалі не є такою». У Los Angeles Times Сенді Морріс хвалив Йорка як «майже такого ж спокусливо-загадкового, як Біллі Корган з Smashing Pumpkins, хоча і тоншої статури».

## Визнання
The Bends привернув до Radiohead значну увагу критиків. 1997 року Джонні Ґрінвуд сказав, що це був «поворотний момент» для Radiohead: «Він почав з'являтися в опитуваннях [найкращих] альбомів за підсумками року. Саме тоді ми почали відчувати, що зробили правильний вибір бути гуртом». У 2015 році Селвей сказав, що цей альбом ознаменував зародження «естетики Radiohead», чому сприяли обкладинки Донвуда. Успіх надав Radiohead впевненості у власному продюсуванні наступного альбому, OK Computer (1997), разом з Ґодрічем.
Американський журналіст Роб Шеффілд згадував, що The Bends «шокував світ», підійнявши Radiohead з «пастоподібних британських хлопчиків до рівня британського арт-рокового божества 70-х». Через два роки після виходу альбому критик The Guardian Керолайн Салліван написала, що він вивів Radiohead з «інді-хітів-чудес» у «вищу лігу поважних британських рок-гуртів». Журналіст Rolling Stone Джордан Рунтаг писав у 2012 році, що The Bends був «музично щільним і емоційно складним шедевром, який назавжди стер їхній статус диво-хіта». Письменник Нік Горнбі писав у 2000 році, що з альбомом The Bends Radiohead «знайшли свій голос…. Жодному іншому сучасному гурту не вдалося змішати такий коктейль з люті, сарказму, жалю до себе, вишуканої мелодійності та інтелектуальності».

### Вплив
The Bends вплинули на ціле покоління британських та ірландських гуртів, включаючи Coldplay, Keane, Джеймса Бланта, Muse, Athlete, Elbow, Snow Patrol, Kodaline, Turin Brakes і Travis. Pitchfork приписував такі пісні, як «High and Dry» і «Fake Plastic Trees», передбаченню «аерографічного» пост-бритпопу Coldplay і Travis. Гурти Garbage, R.E.M. та k.d. lang почали називати Radiohead своїм улюбленим гуртом. The Cure зв'язалися з Radiohead, щоб поцікавитися продакшеном The Bends в надії повторити його.
У 2006 році The Observer назвав The Bends одним з «50 альбомів, які змінили музику», заявивши, що він популяризував «сповнений тривоги фальцет … вдумливу протилежність б'ючому в груди лад-року, уособленому Oasis», який «зрештою об'єднався в ціле десятиліття звучання». Йорк зневажливо ставився до стилю року, який популяризував The Bends, вважаючи, що інші гурти копіювали його. 2006 року він сказав: «Я був дуже, дуже засмучений цим, і я намагався щосили не засмучуватися, але так, це було щось на кшталт того, що я повністю втратив сенс». Ґодріч вважав, що Йорк був надто чутливим, і сказав йому, що не він вигадав «хлопців, які співають фальцетом під акустичну гітару».

### Нагороди
У 2000 році, за результатами голосування понад 200 000 музичних фанатів і журналістів, The Bends назвали другим найкращим альбомом усіх часів після Revolver (1966) The Beatles. Читачі Q проголосували за нього як за другий найкращий альбом у 1998 і 2006 роках, після OK Computer. Він увійшов до книги 1001 Albums You Must Hear Before You Die, виданої у 2005 році. Rolling Stone помістив його на 110 місце у своєму оригінальному списку 500 найкращих альбомів усіх часів 2003 року, на 111 місце у списку 2012 року, і на 276 місце у списку 2020 року. У 2006 році він посів 10 місце у всесвітньому опитуванні найкращих альбомів, організованому British Hit Singles & Albums та NME. Paste назвав його 11-м найкращим альбомом 1990-х. У 2020 році The Independent назвав його найкращим альбомом 1995 року, написавши: «Похмурий, меланхолійний, але напрочуд мелодійний і піднесений … The Bends стояв окремо від бритпопу і всього іншого в легендарному 1995 році». 2017 року Pitchfork назвав The Bends третім найкращим бритпоп-альбомом, написавши, що його «епічне зображення дрейфу і розчарування забезпечило йому неохоче місце в пантеоні бритпопу».

### Перевидання
Radiohead покинули EMI після закінчення контракту у 2003 році. 2007 року EMI випустила Radiohead Box Set, збірку альбомів, записаних під час перебування Radiohead на лейблі EMI, включаючи The Bends. 31 серпня 2009 року EMI перевидала The Bends та інші альбоми Radiohead у «Колекційному виданні», до якого увійшли бі-сайди та живі виступи. Radiohead не брали участі у перевиданні, і музика не була ремастована.
У лютому 2013 року Parlophone придбала Warner Music Group (WMG). У квітні 2016 року, в результаті угоди з торговою групою Impala, WMG передала бек-каталог Radiohead лейблу XL Recordings. Перевидання EMI, що вийшли без згоди Radiohead, було видалено зі стрімінгових сервісів. У травні 2016 року XL перевидав бек-каталог Radiohead на вінілі, включаючи The Bends.

## Трек-лист
Всі пісні написані Radiohead.
| #     | Назва                          | Тривалість |
| ----- | ------------------------------ | ---------- |
| 1.    | «Planet Telex»                 | 4:19       |
| 2.    | «The Bends»                    | 4:06       |
| 3.    | «High and Dry»                 | 4:17       |
| 4.    | «Fake Plastic Trees»           | 4:50       |
| 5.    | «Bones»                        | 3:09       |
| 6.    | «(Nice Dream)»                 | 3:53       |
| 7.    | «Just»                         | 3:54       |
| 8.    | «My Iron Lung»                 | 4:36       |
| 9.    | «Bullet Proof... I Wish I Was» | 3:28       |
| 10.   | «Black Star»                   | 4:07       |
| 11.   | «Sulk»                         | 3:42       |
| 12.   | «Street Spirit (Fade Out)»     | 4:12       |
| 48:33 |                                |            |

## Персоналії
| Radiohead - Том Йорк — основний вокал, гітари, піаніно; аранжування струнних - Джонні Ґрінвуд — гітара, орган, блокфлейта, синтезатор, піаніно; аранжування струнних - Ед О'Браєн — гітара, бек-вокал - Колін Ґрінвуд — бас - Філ Селвей — барабани Додаткові музиканти - Кароліна Лавель — віолончель - Джон Матіас — альт, скрипка | Продакшн - Джон Лекі — продюсування (1, 2, 4–12), зведення (2, 3, 11, 12), звукоінженер - Radiohead — продюсування (3, 10), зведення - Найджел Ґодріч — продюсування (10), звукоінженер - Джим Воррен — продюсування (3), звукоінженер - Шон Слейд — зведення - Пол Колдері — зведення - Кріс Браун — звукоінженер - Гай Мессі — асистент звукоінженера - Шеллі Сондерс — асистент звукоінженера - Кріс Блер — мастеринг Дизайн - Стенлі Донвуд — художнє оформлення - The White Chocolate Farm — художнє оформлення - Green Ink — живопис |